# ムン・ヒジュン

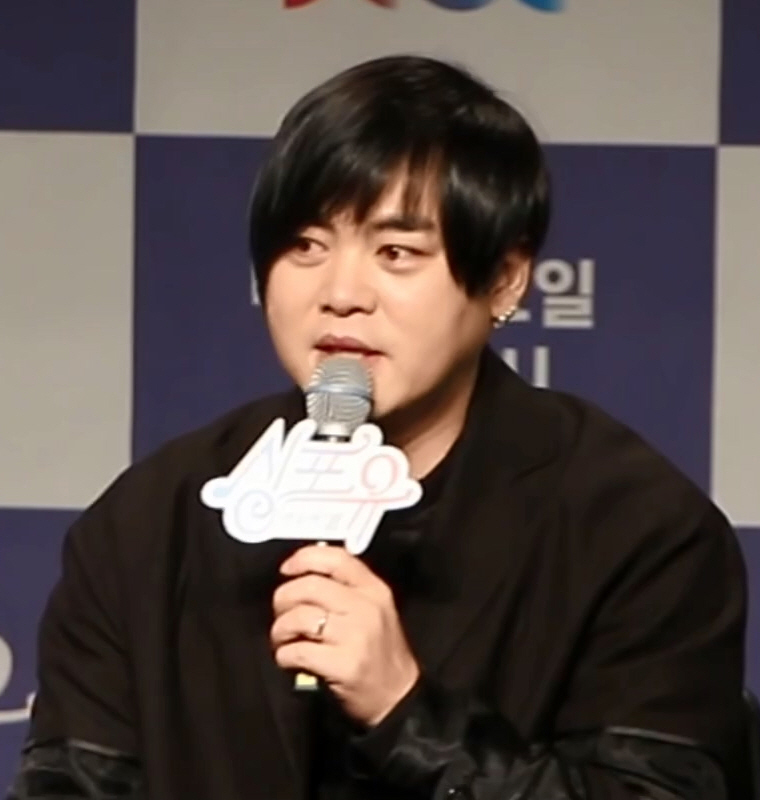
ムン・ヒジュン

ムン・ヒジュン（문희준、1978年3月14日 - ）は韓国の男性歌手である。京畿大学校大学院修士。身長173cm、体重62kg、血液型B型。IOKカンパニー所属。本貫は南平文氏。

## 来歴
- 1996年～2001年まで、アイドルグループH.O.T.のリーダーとして活動していたが、解散後はソロ歌手として活動している。
- 2000年6月、韓国麻薬退治運動本部麻薬退治広報大使を務めた。
- 2005年、Mnet Kmミュージックビデオフェスティバルにて、ネチズン人気賞を受賞[2]。
- 2017年2月、女性アイドルグループCRAYON POPの ソユルと結婚。同年5月に女児誕生[3]。

## 人物
- H.O.T.活動時よりトークなど芸能面に才能を発揮、現在ではバラエティ番組のMCとしての活動がメインになっている。

## ディスコグラフィ
- 1集『Alone』
- 2集『Messiah』
- 3集『Legend』
- 4集『The Best』
- 5集『Triple X』
- 6集『MoonHeeJun Special Album』
- 7集『Last Cry』
- 8集『Begins』

## 外部サイト
- 公式サイト  （朝鮮語）